# Política fiscal e monetária do Japão
A política fiscal e monetária do Japão é um sistema econômico baseado na eficiência do pecúlio estrutural do Japão. A política monetária tange o regulamento, avaliação e custo de crédito do país. Por outro lado, a política fiscal tange as negociações governamentais baseadas em gastos, dívidas e impostos. Através da gestão das áreas monetárias e fiscais, o Ministério das Finanças regulou a alocação de recursos na economia, estabilizando as inequações de distribuição de renda e riqueza entre os cidadãos, além da promoção do bem-estar em termos econômicos.
O crescimento econômico pós-guerra do Japão foi consolidado após medidas governamentais do Ministério de Finanças do país. Em primazia, defendeu uma abordagem de crescimento inicial, com uma alta proporção de gastos do governo para a acumulação de capital e, por outro lado, gasto mínimo do governo global. Com essa medida, manteve os impostos e as despesas deficitárias em níveis baixos, além de disponibilizar mais recursos para o setor privado.

## Processo orçamentário
O Escritório de Orçamento do Ministério das Finanças do Japão está no cerne da eleição orçamental a cada ano. Tal responsabilidade torna-se o foco de muitos grupos de interesse e de outros ministérios que competem por recursos limitados. O processo orçamentário começa logo após o início de um novo ano fiscal, na data de 1 de abril. Os ministérios de economia e as agências governamentais preparam pedidos de orçamento em consulta ao Conselho de Pesquisa Política.
No outono de cada ano, os examinadores da Mesa de Orçamento analisam os pedidos minuciosamente, enquanto o Ministério das Finanças ocupa-se da elaboração de correções orçamentárias e da distribuição de receitas fiscais. Durante o inverno, após a liberação do projeto orçamentário, intensifica-se a alocação e revisão de campanhas individuais da Dieta do Japão. Os líderes da coalizão e o Ministério das Finanças consultam um projeto de orçamento final, geralmente aprovado nos processos finais da dieta governamental.
Em termos gerais, o processo de política fiscal e monetária revela uma característica básica da dinâmica política japonesa. Apear dos ideais de harmonia e consenso, os interesses, inclusive burocráticos, estão em forte concorrência para a obtenção de recursos. Os líderes políticos e integrantes da Mesa de Orçamento necessitam de grande habilidade para alcançar compromissos em larga escala. A imagem incorporativa do Japão, em que a harmonia e unanimidade são literalmente automáticas, desmente a realidade de uma intensiva rivalidade. O sistema econômico do final do século XX é bem sucedido, na medida em que a apreciação e interesses comuns minimizam antagonismos políticos, mantendo equilíbrio de poder entre grupos distintos. No entanto, não está clara a ideia de permanência do sistema em questão, em função da luta do Japão contra questões de desigualdade social e envelhecimento social.

## Débito nacional
Em 2011, a dívida governamental do Japão era cerca de 230% de seu produto interno bruto anual, tornando-se a maior percentagem do mundo. Com a intenção de resolver o déficit orçamentário japonês e a crescente dívida nacional, em junho de 2012, a dieta japonesa aprovou um projeto de lei para dobrar o imposto de consumo nacional para até 10%.